# István Apor
István Apor (n. 1638, Turia de Jos⁠(d), Covasna, România – d. 10 noiembrie 1704, Sibiu, Principatul Transilvaniei) a fost un scriitor, memorialist și mecena secui, conte de Turia, unchiul scriitorului Péter Apor.

## Biografie
A reabilitat pe cheltuiala proprie fosta Mănăstire franciscană din Teiuș, ctitorită inițial de Ioan de Hunedoara, care se afla în stare de ruină. Mănăstirea din Teiuș a fost redeschisă în anul 1703. Prin testamentul său a lăsat o importantă moștenire acestei mănăstiri, arătând că el i-a adus pe călugării paulini la Teiuș, prin urmare tot el se îngrijește de ei, lăsându-le drept moștenire o vie și o moară, precum și suma de 1.000 de florini.
Din alt legat al său testamentar a fost înființat Seminarul Báthory-Apor din Cluj, pentru facilitarea studiului pentru tinerii fără posibilități materiale.

## Legături externe
- „Lexiconul biografic maghiar”